# Irádž Harirčí
Irádž Harirčí (persky ایرج حریرچی تبریزی‎, * 1966) je íránský politik (náměstek ministra zdravotnictví) a lékař.

## Pandemie covidu-19
Během pandemie koronaviru SARS-CoV-2 mu bylo 25. února diagnostikováno onemocnění covid-19. Den předtím přitom vystoupil na tiskové konferenci týkající se šíření nemoci covid-19 v Íránu. Už během konference kašlal a potil se. Po oznámení pozitivní diagnózy zůstal v domácí karanténě.